# Гарриецветные
Гарриецветные (лат. Garryales) — по современной классификации APG IV небольшой порядок цветковых растений насчитывающий 2 семейства, 3 рода и 28 ботанических видов. Порядок включается в дочернюю кладу Ламииды, последовательно входящую в более крупные клады  Астериды -> Суперастериды -> Эвдикоты -> Цветковые растения.
Представители древообразных гарриецветных — большей частью двудомные ветроопыляемые растения, часто с 4-мерными цветками. В обычно одногнездном гинецее находятся одна или две висячие семяпочки в каждом плодолистике.

## Классификация
По системе классификации Кронквиста гарриевые входят в порядок кизилоцветные (Cornalles), а эвкоммиевые имеют свой собственный порядок эвкоммиевые (Eucommiales), относящийся к подклассу гамамелидные (Hamamelidae).
В современной системе APG IV (2016) в порядок включено 2 семейства:
- Eucommiaceae  Engl. — Эвкоммиевые
- Garryaceae  Lindl. — Гарриевые

### Таксономическое положение[1]
- Garryales  Mart., 1835, Consp. Regn. Veg. 16

Порядок Гарриецветные включается в дочернюю кладу Ламииды, последовательно входящую в более крупные клады  Астериды -> Суперастериды -> Эвдикоты -> Цветковые растения. Кладограмма в соответствии с Системой APG IV:
|  |                          |  |                                   | порядок Гарриецветные |  | 2 семейства |  | 3 рода |  | 28 видов |
|  |                          |  |                                   | порядок Гарриецветные |  | 2 семейства |  | 3 рода |  | 28 видов |
|  | клада Цветковые растения |  |                                   |                       |  |             |  |        |  |          |
|  |                          |  |                                   |                       |  |             |  |        |  |          |
|  |                          |  | ещё 63 порядка цветковых растений |                       |  |             |  |        |  |          |
|  |                          |  |                                   |                       |  |             |  |        |  |          |